# Dominique Aldighieri
Pour les articles homonymes, voir Aldighieri.
Dominique Aldighieri, né à Vérone, est un peintre italien du XXe siècle.

## Biographie
Dominique Aldighieri expose à diverses reprises au Salon des Indépendants. Il est connu pour un Saint Luc, fresque graphique sur ciment, pour des panneaux décoratifs ainsi que pour la décoration intérieure de l’église Saint-Pierre de Lamotte-Warfusée et de l'église Saint-Didier de Chaulnes, dans le département de la Somme.